# Mikania anethifolia
Mikania anethifolia là một loài thực vật có hoa trong họ Cúc. Loài này được (DC.) Matzenb. mô tả khoa học đầu tiên năm 1978.